# Rey de armas de Norroy y Úlster

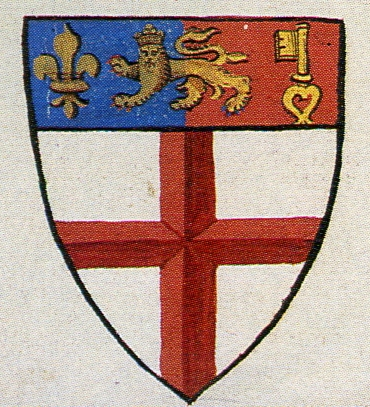
El escudo de armas del Rey de Norroy, tomado de Lant en 1595.

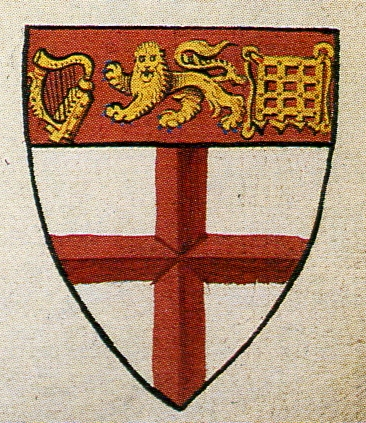
El escudo de armas del Rey de Úlster, también tomado de Lant en 1595.

El rey de armas de Norroy y Úlster es uno de los oficiales de armas del College of Arms, y el menor de los dos reyes de armas provinciales. El cargo actual es la combinación de dos cargos anteriores.